# Autobahndreieck Oldenburg-West
Das Autobahndreieck Oldenburg-West (Abkürzung: AD Oldenburg-West; Kurzform: Dreieck Oldenburg-West) ist ein Autobahndreieck in Niedersachsen in der Metropolregion Nordwest. Es verbindet die Bundesautobahn 28 (Leer — Delmenhorst) mit der Bundesautobahn 293 (Westlicher Oldenburger Autobahnring).

## Geographie
Das Autobahndreieck liegt auf dem Stadtgebiet von Oldenburg. Nächstgelegene Stadtteile sind Wechloy, Dietrichsfeld, Ziegelhof, Ehnern und Haarentor. Es befindet sich etwa 2 km westlich der Oldenburger Innenstadt, etwa 50 km östlich von Leer und etwa 40 km südlich von Wilhelmshaven.
An den nordöstlichen Teil des Dreiecks grenzt unmittelbar der Neue Friedhof Oldenburg.
Das Autobahndreieck Oldenburg-West trägt auf der A 28 die Anschlussstellennummer 11, auf der A 293 ebenfalls.

## Bauform und Ausbauzustand
Sowohl die A 28 als auch die A 293 sind vierstreifig ausgebaut, die Verbindungsrampen sind einstreifig ausgeführt.
Vor dem vierstreifigen Ausbau der Autobahnen verliefen auf deren Trassen bereits die zweistreifigen Bundesstraßen 69 von Wilhelmshaven nach Diepholz und 75 von Leer nach Bremen. An der Stelle des heutigen Autobahndreiecks Oldenburg-West befand sich eine einfache Einmündung der B 75 in die B 69, deren Verlauf die B 75 bis zur Kreuzung Cloppenburger Straße im Oldenburger Süden (heute: Anschlussstelle Oldenburg-Kreyenbrück der AB 28) teilte.
Das Dreieck wurde als rechtsgeführte Trompete angelegt.
Eine Besonderheit der Bauform liegt darin, dass, ähnlich wie beim Dreieck Leer, die A 293 unmittelbar in den südlichen Teil der A 28 übergeht und die westliche A 28 angebunden wird. Zum Verbleib auf der A 28 muss in beiden Richtungen das Dreieck durchfahren werden (TOTSO).

## Verkehrsaufkommen
Das Dreieck wird täglich von rund 75.000 Fahrzeugen befahren.
| Von                              | Nach                          | Durchschnittliche tägliche Verkehrsstärke | Anteil Schwerlastverkehr |
| -------------------------------- | ----------------------------- | ----------------------------------------- | ------------------------ |
| AS Oldenburg-Wechloy (A 28)      | AD Oldenburg-West             | 39.500                                    | 10,6 %                   |
| AD Oldenburg-West                | AS Oldenburg-Haarentor (A 28) | 61.500                                    | 05,5 %                   |
| AS Oldenburg-Bürgerfelde (A 293) | AD Oldenburg-West             | 49.800                                    | 03,1 %                   |